# بطولة أوروبا تحت 19 سنة لكرة القدم 2017
بطولة أوروبا تحت 19 سنة لكرة القدم 2017 هو الموسم 65 من  بطولة أوروبا تحت 19 سنة لكرة القدم. أقيم في 2017، وأشرف على تنظيمه الاتحاد الأوروبي لكرة القدم، وكان عدد الأندية المشاركة فيه  8، وفاز فيه منتخب إنجلترا لكرة القدم.